# Alsószuha
Alsószuha là một thị trấn thuộc hạt Borsod-Abaúj-Zemplén, Hungary. Thị trấn này có diện tích 22,42 km², dân số năm 2010 là 469 người, mật độ 21 người/km².